# Uneg
Uneg (także: Weneg lub Wenegnebti; Uadżnas lub Wadżlas na Liście Królów z Abydos i z Sakkary, Uneg na zabytkach, Tlas u Manetona) – domniemany władca starożytnego Egiptu z II dynastii. 
Jego postać, podobnie jak i innych władców II dynastii, otaczają różne kontrowersje.
O Unegu wiemy tylko tyle, że rezydował w Memfis po Nineczerze. Niewykluczone, że jego władza ograniczała się do okolic tego miasta. Miał być poprzednikiem Senedża na tronie władcy Memfis. Niektórzy uważają jednak, że Uneg i Peribsen to ta sama osoba.